# Graham White (Schwimmer)
Graham Ross White, OAM (* 14. Februar 1951 in New South Wales) ist ein ehemaliger in den 1960er und 70er aktiver australischer Schwimmer, der bei den Olympischen Spielen 1968 in Mexiko-Stadt die Silbermedaillen mit der 4-mal-200-Meter-Freistilstaffel gewann.
White trat zusammen mit Michael Wenden, Robert Windle und Gregory Rogers an und das Team verlor mit nur einer halben Körperlänge Rückstand gegen die Olympiasieger aus den USA. Außerdem trat er über die 400 und 1500 Meter Freistil an und erreichte den fünften bzw. den vierten Platz.
Bei den Commonwealth Games 1970 in Edinburgh war White Teil der Mannschaft, die sowohl Gold über die 4 × 100 Meter als auch über die 4 × 200 Meter Freistil gewann. Über die 400 Meter Freistil gewann er ebenfalls die Goldmedaille.
Bei seinen letzten Olympischen Spielen 1972 fand seine Karriere ein schlechtes Ende. Über die 1500 Meter Freistil wurde er zwar Fünfter, aber über 200 bzw. 400 Meter schied er schon in den Vorläufe aus.
Am 11. Juni 1984 wurde er ihm die Medal of the Order of Australia  verliehen, um ihn für seine sportlichen Leistungen zu ehren.